# 妙法寺站 (兵庫縣)
妙法寺站（日语：／ Myōhōji eki */?）是一個位於日本兵庫縣神戶市須磨區橫尾，屬於神戶市營地下鐵西神·山手線的鐵路車站。車站編號是S11。車站主題是「秋」。

## 歷史
- 1977年（昭和52年）3月13日：開業[1]。
- 1993年（平成5年）7月9日：開始快速運行。通過此站。
- 1995年（平成7年）
  - 1月17日：受阪神大地震影響無法通行。
  - 1月18日：恢復營業，快速休止。
  - 7月21日：休止的快速予以廢除。

## 車站結構
地上1樓有大堂、閘口，地下1樓是月台的地上堀式車站。地下1樓的月台是對向式月台2面2線。

### 月台配置
| 月台 | 路線        | 目的地                 |
| ---- | ----------- | ---------------------- |
| 1    | 西神·山手線 | 三宮、新神戶、谷上方向 |
| 2    | 西神·山手線 | 名谷、西神中央方向     |

軌道海拔約為75公尺。

## 使用情況
2016年（平成28年）度的1日平均上車人次為16,817人。
由於車站周邊並無代替交通機關，因此使用人數非常多，尤其在早上通勤、通學尖峰時段甚為擁擠。
近年的1日平均上車人次推移如下表。
| 年度               | 1日平均 上車人次 |
| ------------------ | ---------------- |
| 1995年（平成07年） | 17,972           |
| 1996年（平成08年） | 18,000           |
| 1997年（平成09年） | 17,100           |
| 1998年（平成10年） | 16,431           |
| 1999年（平成11年） | 16,277           |
| 2000年（平成12年） | 15,922           |
| 2001年（平成13年） | 16,665           |
| 2002年（平成14年） | 17,800           |
| 2003年（平成15年） | 17,832           |
| 2004年（平成16年） | 17,627           |
| 2005年（平成17年） | 17,692           |
| 2006年（平成18年） | 17,946           |
| 2007年（平成19年） | 18,205           |
| 2008年（平成20年） | 18,065           |
| 2009年（平成21年） | 17,397           |
| 2010年（平成22年） | 17,249           |
| 2011年（平成23年） | 17,055           |
| 2012年（平成24年） | 17,041           |
| 2013年（平成25年） | 17,083           |
| 2014年（平成26年） | 16,906           |
| 2015年（平成27年） | 16,993           |
| 2016年（平成28年） | 16,817           |

## 相鄰車站
神戶市交通局（神戶市營地下鐵）
西神·山手線 
板宿（S10）－妙法寺（S11）－名谷（S12）

## 外部連結
- 妙法寺站（页面存档备份，存于） - 神戶市交通局